# Rhynchospora berteroi
Rhynchospora berteroi là loài thực vật có hoa trong họ Cói. Loài này được (Spreng.) C.B.Clarke miêu tả khoa học đầu tiên năm 1900.